# Championnats d'Europe de lutte 1985
Navigation
Édition précédente Édition suivante
Les Championnats d'Europe de lutte 1985 se sont tenus à Leipzig.

## Podiums

### Hommes

#### Lutte gréco-romaine
| Épreuves | Or                                     | Argent                              | Bronze                               |
| -------- | -------------------------------------- | ----------------------------------- | ------------------------------------ |
| 48 kg    | Bratan Tsenov Bulgarie                 | Bernd Scherer Allemagne de l'Ouest  | Temo Kassaraschwili Union soviétique |
| 52 kg    | Roman Kierpacz Pologne                 | Minseit Tasetdinow Union soviétique | Valentin Krumov Bulgarie             |
| 57 kg    | Howhannes Harutjunjan Union soviétique | Nicolae Zamfir Roumanie             | Benni Ljungbeck Suède                |
| 62 kg    | Kamandar Madzhidov Union soviétique    | Bogusław Klozik Pologne             | Árpád Sipos Hongrie                  |
| 68 kg    | Michail Prokudin Union soviétique      | Ștefan Negrișan Roumanie            | Stanisław Barej Pologne              |
| 74 kg    | Ștefan Rusu Roumanie                   | Borislaw Welitschkow Bulgarie       | Mikhail Mamiashvili Union soviétique |
| 82 kg    | Abdulbassir Battalow Union soviétique  | Tibor Komáromi Hongrie              | Sorin Herțea Roumanie                |
| 90 kg    | Igor Kanygin Union soviétique          | Ilie Matei Roumanie                 | Toni Hannula Finlande                |
| 100 kg   | Anatoli Fedorenko Union soviétique     | Ilja Wassilew Bulgarie              | Dušan Masár République tchèque       |
| 130 kg   | Igor Rostorotsky Union soviétique      | Rangel Gerovski Bulgarie            | Sławomir Luto Pologne                |